# Ultima Thule (рассказ)
«Ultima Thule» — рассказ Владимира Набокова, относящийся к русскому периоду его творчества. Был написан в 1939 году как часть романа «Solus Rex», опубликован в 1942 году. Вошёл в состав сборника «Весна в Фиальте» (Нью-Йорк, 1956).

## Сюжет и история текста
Рассказ написан в форме монолога главного героя, русского художника-эмигранта Синеусова, обращённого к его умершей жене.
Судя по авторской пометке под одной из публикаций, рассказ был создан в 1939 году в Париже. В начале 1942 года Набоков опубликовал его в «Новом журнале» как одну из глав романа «Solus Rex», причём впоследствии написал, что это была первая глава. Затем писатель переработал главу в самостоятельный рассказ, который включил в сборник «Весна в Фиальте» (1956). В 1973 году в составе авторского сборника А Russian Beauty and Other Stories («Русская красавица и другие рассказы») увидел свет перевод Ultima Thule на английский язык.